# Jean Coulomb
Jean Coulomb va ser un geofísic francès.

## Vida
Nascut a Algèria, hi va viure fins al setze anys i sempre en guardarà una relació especial. Els seus pares eren professors de llatí i grec a l'escola secundària. L'any 1923, amb 19 anys, ingressa a l'ENS on farà amistat amb Henri Cartan i Alfred Kastler, amistat que perdurarà al llarg del temps.
El 1928 ingressa al Collège de France on fa la seva tesi sobre sismologia. El 1932 es converteix en físic adjunt de l'observatori de Puy-de-Dôme. El 1935 i degut a la seva relació amb Cartan, es converteix en membre fundador de N. Bourbaki, tot i que no hi estarà gaire temps.
El 1937, torna a Algèria, com a director de l'Institut de Física i Meteorologia d'Algèria. El 1941 torna a París en ser nomenat director de l'Institut de Física del Globus de París, càrrec que combinarà amb la càtedra de Física de la Universitat de París.
A partir de 1957 serà successivament director del CNRS, del CNES i del Consell Internacional per a la Ciència.

## Principals Obres
- 1933. Oscillations d'un liquide pesant dans un bassin cylindrique en rotation.Amb Marcel Brillouin. Gauthier-Villars et Cie, París.
- 1935. Nouveaux principes de construction des séismographes électromagnétiques.Amb G. Grenet. Masson, París.
- 1943. L'origine des tremblements de terre. Université de Paris.
- 1948. Anomalies de la pesanteur et formation des chaines de montagnes. Université de Paris.
- 1952. La constitution physique de la terre. A. Michel
- 1952. Les Marées terrestres et la variation des latitudes. Impr. alençonnaise.
- 1969. L'expansion des fonds océaniques et la dérive des continents. Presses universitaires de France.
- 1973. Traité de géophysique interne. Amb Georges Jobert. Masson.